# Purita Pelayo
Purita Valentina Pelayo (Esmeraldas, 24 de marzo de 1957),es una escritora y activista transgénero ecuatoriana. Fue una de las fundadoras y la presidenta de la Asociación Coccinelle, primera organización de personas transgénero en la historia de Ecuador y que tuvo un papel protagónico en la campaña por la despenalización de la homosexualidad en el país, que logró su objetivo en noviembre de 1997.
En reconocimiento a su activismo en favor de los derechos de las poblaciones LGBT, en 2021 obtuvo el Premio Patricio Brabomalo por parte del Municipio de Quito. Es además la autora de la obra de no-ficción Los fantasmas se cabrearon (2017), que relata los abusos policiales y el nacimiento del activismo LGBT en Ecuador a finales del siglo XX.

## Biografía
Nació el 24 de marzo de 1957 en la ciudad costera de Esmeraldas. Realizó sus estudios secundarios en el Colegio 5 de Agosto y de joven participó de forma activa en actividades de servicio comunitario con los misioneros Combonianos. En la década de 1980 se mudó a Quito con la intención de estudiar leyes. Al no aprobar el examen de ingreso a la escuela de jurisprudencia, decidió ingresar a la carrera de filosofía y ciencias políticas en la Pontificia Universidad Católica del Ecuador, pero abandonó la carrera luego de dos años y medio. Durante esta época empezó a asumir su identidad como mujer transgénero y a acercarse a otras mujeres trans que rondaban en las noches el sector del barrio La Mariscal. Muchas de ellas serían posteriormente integrantes de Coccinelle.

### Activismo en Coccinelle
Debido a los abusos policiales y a las constantes detenciones que las mujeres trans sufrían en esa época, al momento de ingresar al activismo, Pelayo decidió usar el seudónimo de Alberto Cabral para ocultar su verdadera identidad, ante el temor de represalias. Otro nombre que usaba en esa época era el de Maciel. La idea del seudónimo la tuvo Alexis Ponce, fundador de la Asamblea Permanente de Derechos Humanos del Ecuador (APDH), quien se lo sugirió a Pelayo al unir los nombres de los cantantes Alberto Cortez y Facundo Cabral, quienes en ese entonces iban a realizar conciertos en el país.
En un principio, el activismo de Pelayo se centraba en la visita al Centro de Detención Provisional para ayudar a las mujeres trans detenidas por la policía. Posteriormente empezó a organizarse junto a otras mujeres trans para denunciar los abusos contra ellas, motivadas por la coyuntura que vivía el país en la década de 1990, cuando diversas agrupaciones sociales de indígenas, trabajadores y estudiantes se articularon en defensa de sus derechos. La agrupación fue creciendo y decidieron bautizarla con el nombre de Asociación de Gays, Travestis y Transgéneros Coccinelle, en honor a la activista y vedette transgénero francesa del mismo nombre. La asociación eligió a Pelayo como su presidenta y fue reconocida legalmente en 1997, lo que la convirtió en la primera organización transgénero en la historia de Ecuador.
Como respuesta a la Redada del bar Abanicos, una violenta incursión policial ocurrida en junio de 1997 en una discoteca gay de Cuenca, distintas agrupaciones LGBT comenzaron a articularse en un frente para exigir la despenalización de la homosexualidad. Coccinelle tomó protagonismo en esta campaña y sus integrantes empezaron a concentrarse cada miércoles en la Plaza de la Independencia para reclamar por sus derechos. El 24 de septiembre de 1997, Pelayo y los representantes de las otras organizaciones LGBT que participaban en la campaña, presentaron una demanda ante el Tribunal Constitucional para despenalizar la homosexualidad. El Tribunal emitió su dictamen el 25 de noviembre del mismo año y declaró inconstitucional el primer inciso del artículo 516 del Código Penal, con lo que la homosexualidad quedó despenalizada.
Coccinelle se disolvió en 2000 tras conflictos entre sus dirigentes por el uso de los fondos de la asociación y se convirtió en FEMIS (Fundación Ecuatoriana de Minorías Sexuales), que mantuvo a Pelayo como su presidenta pero que a su vez desapareció en 2006.

### Años recientes
Con motivo de la conmemoración de los 20 años de la despenalización  de la homosexualidad en Ecuador, e inspirada en el libro de crónicas Los hombres del triángulo rosa de Heinz Heger, Pelayo tuvo la idea de escribir un libro que hiciera un recuento de los abusos policiales de la época y los hechos alrededor de la campaña por la despenalización. La obra fue publicada con el nombre Los fantasmas se cabrearon en noviembre de 2017 por la Fundación Regional de Asesoría en Derechos Humanos (INREDH) y fue firmado por la autora bajo el seudónimo de Alberto Cabral. Además de los abusos policiales, la obra relata el proceso de creación de la Asociación Coccinelle y su papel en el proceso de la despenalización  de la homosexualidad en el país.
La publicación de Los fantasmas se cabrearon permitió a Pelayo reencontrarse con muchas de las antiguas integrantes de Coccinelle, lo que la llevó a contemplar la idea de emprender una demanda contra el Estado por los abusos policiales cometidos contra ellas y las poblaciones LGBT en general durante las décadas de 1980 y 1990. En 2019, Pelayo y las otras sobrevivientes de Coccinelle se unieron para formar la agrupación Nueva Coccinnelle, desde la que presentaron una demanda al Estado ecuatoriano por crímenes de lesa humanidad el 17 de mayo del mismo año, en el marco del Día Internacional contra la Homofobia y Transfobia. Sin embargo, hasta marzo de 2022 la denuncia no había progresado.
El 24 de junio de 2021 fue galardonada con el Premio Patricio Brabomalo, otorgado por el municipio de Quito de manos del alcalde Jorge Yunda, por su trabajo a favor de los derechos de las poblaciones LGBT.
En marzo de 2022 denunció haber sido víctima de un ataque transfóbico, luego de que el dueño de una panadería ubicada en el centro de Quito la atacara con un palo.
En 2024, Pelayo lanzó un fotolibro con el título Relámpagos debajo del puente en que reunió fotografías de un periodo superior a veinte años que la retrataban a ella y a otras mujeres ecuatorianas transgénero en distintos momentos de activismo. El libro fue publicado como parte de un proyecto de la Asociación de Fotógrafos Ecuatorianos y recibió el apoyo de la Secretaría de Cultura del Municipio de Quito.